# Provincia Hwanghae de Nord

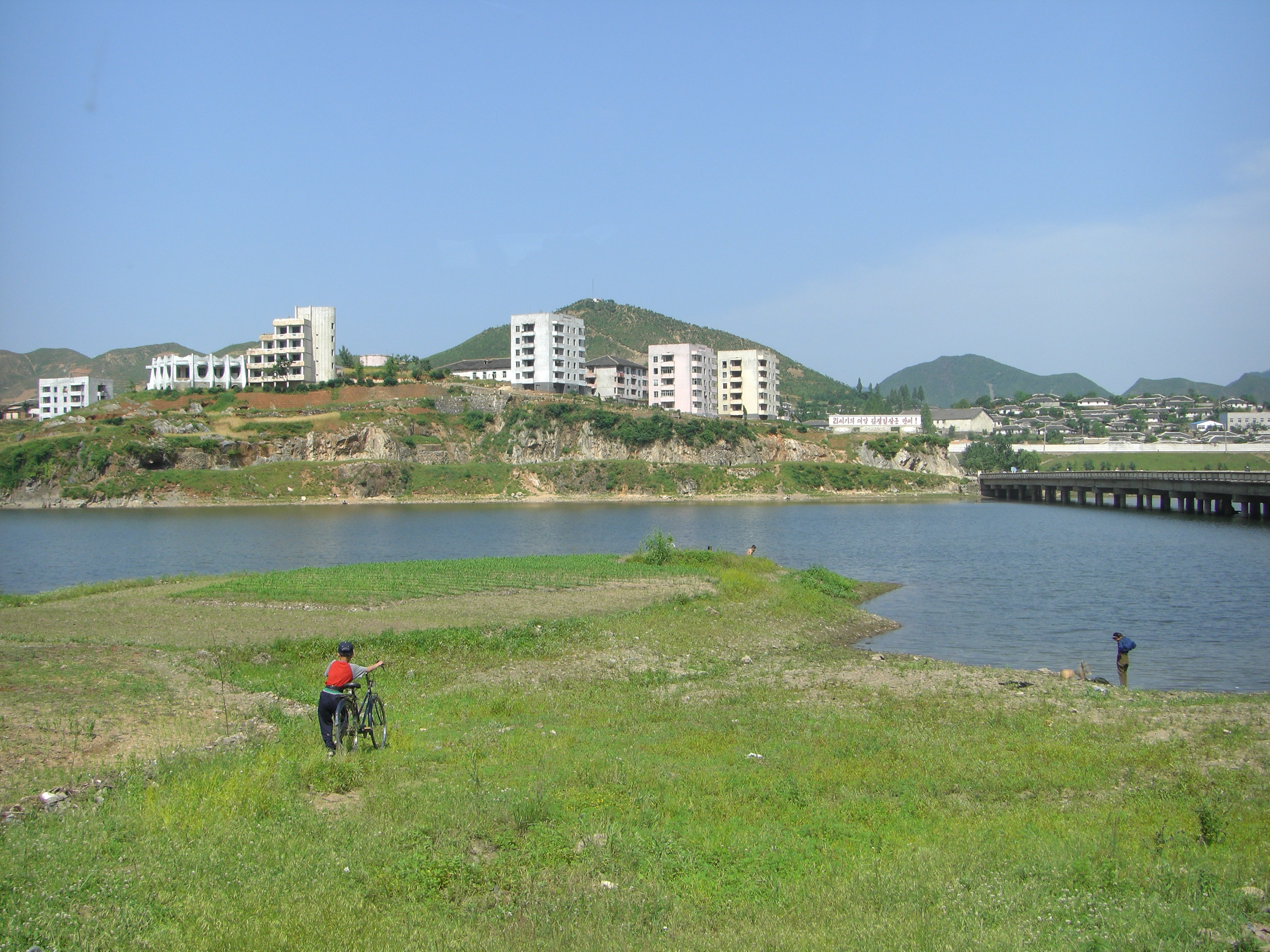
Județul Kumchon, Hwanghae de Nord

Hwanghae de Nord (coreeană: 황해북도) este o provincie a R.P.D. Coreene. S-a ivit în 1954 când provincia Hwanghae a fost împărțită în două. Reședința se găsește la Sariwon.

## Orașe
- Sariwon
- Kaesong (Regiunea Industrială Kaesong)
- Songrim

## Județe
| - Changpung 장풍군/長豊郡 - Chunghwa 중화군/中和郡 - Hwangju 황주군/黃州郡 - Kaepung 개풍군/開豊郡 - Kangnam County 강남군/江南郡 | - Koksan 곡산군/谷山郡 - Kumchon 금천군/金川郡 - Pongsan 봉산군/鳳山郡 - Pyongsan 평산군/平山郡 - Rinsan 린산군/麟山郡 | - Sangwon 상원군/祥原郡 - Singye 신계군/新溪郡 - Sinpyong 신평군/新坪郡 - Sohung 서흥군/瑞興郡 - Suan 수안군/遂安郡 | - Tosan 토산군/兎山郡 - Unpa 은파군/銀波郡 - Yonsan 연산군/延山郡 - Yontan 연탄군/燕灘郡 |